# Andrés Ebner Anzenhofer
Andrés (o Andreas) Ebner Anzenhofer (Lauingen, Alemania, 11 de enero de 1850-Santiago, Chile, 28 de diciembre de 1905) fue un empresario alemán radicado en Chile. Adquirió connotación y fama en dicho país como cervecero a fines del siglo XIX y principios del XX. Aquejado de una peritonitis supurada, falleció a edad temprana, dejando en manos de su familia una empresa homónima que a la fecha de su fallecimiento representaba la tercera mayor productora de cerveza en el país.

## Origen y familia
Nació en Lauingen, localidad suabo-bávara a orillas del Danubio, siendo el cuarto hijo del matrimonio constituido por Alois Ebner Stahler y Franziska Anzenhofer Senning.
Se desconoce el verdadero oficio de su padre, y aunque se especula que estuvo relacionado con el negocio de las cervezas o como ingeniero para la corona bávara, el elevado estándar educativo recibido por sus hijos es testimonio de un holgado pasar económico. El matrimonio Ebner Anzenhofer se formalizó el día 15 de octubre de 1844 en Lauingen, permaneciendo en dicha localidad hasta después del nacimiento de su sexto hijo Juan (Johann Baptist) en noviembre de 1853. Gracias a registros disponibles, al matrimonio se le ve después en la localidad de Bogenhausen, barrio históricamente de elevado estándar socioeconómico de Múnich, donde en 1857 nace su séptimo y último hijo, y hermano de Andrés, Antonio (Anton). La familia Ebner termina finalmente sus días en la ciudad de Múnich, en una mansión frente a lo que es hoy la Universidad de Luis Maximiliano, en calle Adalberto.

## Estudios
Durante la década de 1860 y a muy pocos kilómetros de sus padres en Múnich, Andrés Ebner realizó sus estudios en cervecería en la Escuela Central de Agricultura (hoy parte de la Universidad Técnica de Múnich) ubicada en la colina de Weihenstephan en Freising. Esta escuela correspondió a un antiguo monasterio con más de 800 años de tradición cervecera y que tan solo en 1852 abrió por primera vez sus puertas como casa de estudios. Es factible que de aquí Andrés y sus hermanos hayan llevado a Chile las más refinadas técnicas de elaboración de cerveza. Andrés, a sus dieciséis años, debió haber entrado aquí en otoño de 1866 y permanecido ahí por un período de dos años, que era el tiempo de duración de los estudios impartidos en este establecimiento.

## Llegada a Chile

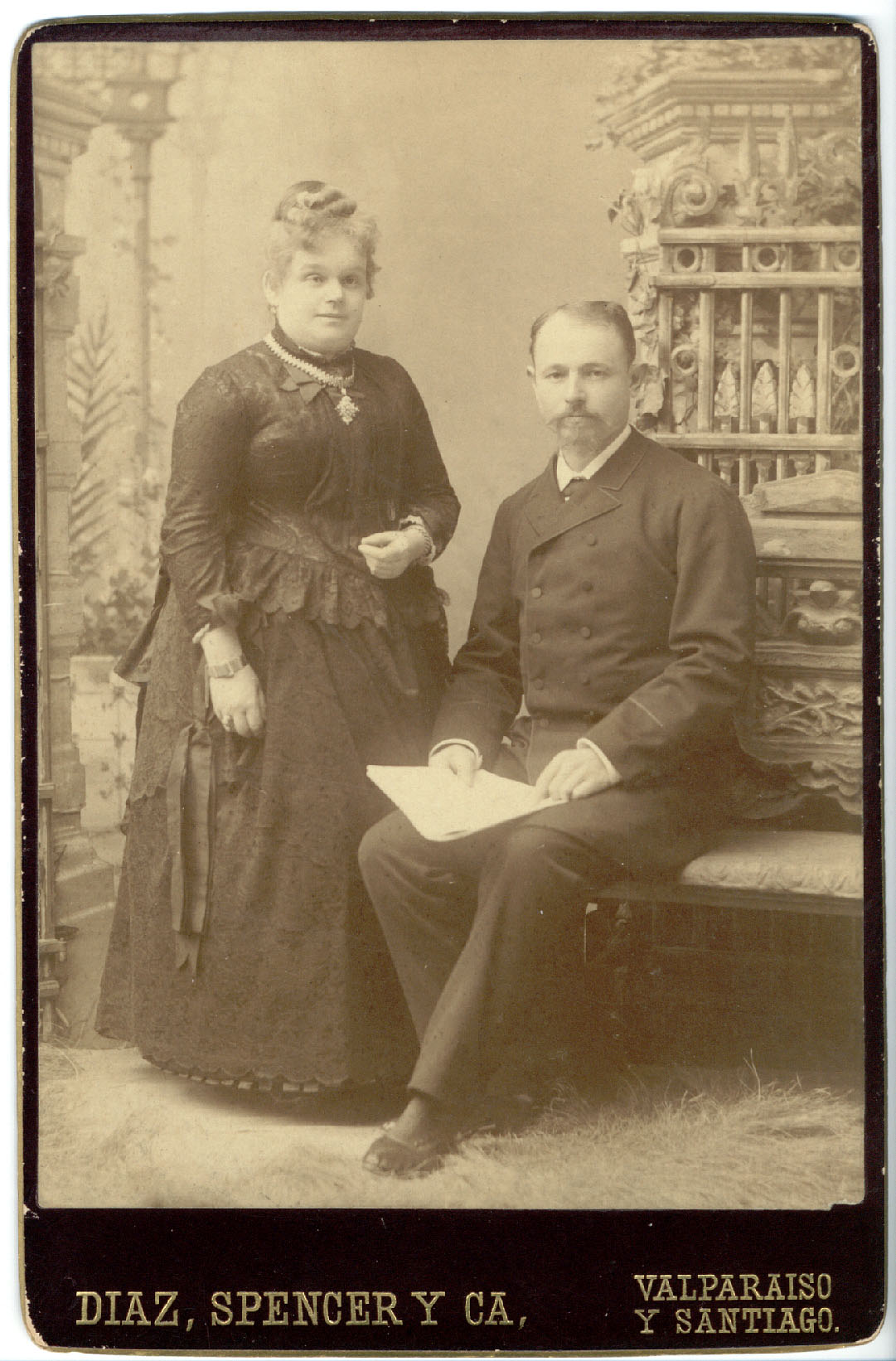
Andrés Ebner Anzenhofer (1850-1905) y Caroline Bielefeld Kaiser (1851-1925).

Debido a la guerra austro-prusiana, en la cual el reino bávaro tomó parte, y a su reconocida postura anti bismarckiana, Andrés Ebner apenas terminados sus estudios tomó rumbo en 1869 hacia América, originalmente hacia California, vía Cabo de Hornos. Es muy probable que por su temprana edad (19 años), Andrés haya viajado bajo del tutelaje de familiares Anzenhofer. Sus dos hermanos menores, Juan y Antonio, le seguirían en sus huellas años más tarde. 
Tras un paso breve por Valparaíso, ciudad de la cual quedó visiblemente enamorado y encantado, siguió a Perú, donde permaneció durante 1869. No está claro si aquí o tras su retorno a Chile conoció a su futura esposa, Caroline Bielefeld Kaiser, una inglesa londinense de padres alemanes.  Dentro de círculos familiares se cree que en aquel entonces permanecía junto a su hermana Elena al cuidado de unos parientes ya que su padre se desempeñaba como marino mientras que su madre había fallecido en Londres cuando Carolina tenía apenas un par de años.  Evidencia, indica sin embargo, que ambas hermanas se habían radicado en Valdivia a partir al menos de la década de 1860.   Su padre Augusto Bielefeld y su hermana Elena se habían casado en esta ciudad, el primero en segundas nupcias el trece de febrero de 1864, y la segunda el 25 de noviembre de 1868 con Teodoro Werth Schwan, quien también establecería cervecería en Santiago.   No se sabe si Andrés permaneció alguna vez en California, donde sus parientes maternos finalmente se establecieron.
En 1873 y una vez radicado en Chile, Andrés contrae matrimonio con Caroline, del cual saldrán 12 hijos. El reciente matrimonio Ebner Bielefeld, se estableció primeramente en una quinta en calle San Pablo, propiedad que a fines de la década de 1880 pasó a manos de su hermano Antonio. Es posible que antes de esta fecha, y motivado tal vez por el prospecto de paz de la unificación alemana en 1871, Andrés haya regresado a Baviera para terminar sus estudios en Weihenstephan antes de comenzar sus negocios en Chile.

## La cervecería Andrés Ebner
En 1872, Andrés inicializa su trabajo como empresario cervecero, quizás primeramente de manera artesanal o tal vez trabajando para otros reconocidos cerveceros de la época. Contrario a lo que se indica en ciertas referencias, Ebner jamás estuvo en Talca, ni trabajó para Otto Schleyer, cervecero alemán radicado en dicha localidad. Luego, durante 1872 y 1875, Andrés Ebner formaliza la Sociedad Fábrica de Cerveza Andrés Ebner. Posiblemente debido a una ley que esblecia en 25 años como la mayoría de edad para iniciar negocios, Andrés registra su fecha de nacimiento un año más temprano, es decir, 1849; dato que se corrobora en su testamento dejado a la familia.
En 1878, decide comprar a la familia Koch una planta cervecera en la ribera norte del Mapocho. Doce años antes, esta familia había perdido a su fundador, Juan Valentín Koch, un alemán también de origen bávaro. Tras un incendio de esta fábrica, la empresa Ebner se traslada en 1880 a La Cañadilla 145 (hoy avenida Independencia 565), comprándole a Adolfo Pohlmann la planta La Estrella, con ya más de 12 años de existencia. Entre 1885-1888, Ebner renueva la fachada de la empresa, construyendo además en su sección sur lo que se convertiría en su oficina y nuevo hogar, vendiendo con ello sus dependencias en calle San Pablo a su hermano Antonio. Por estas fechas también adquiere el fundo la Palmilla, ubicada a unos kilómetros al norte de la planta, la que utilizará para la producción de conservas. Hoy una importante calle y barrio de Quilícura usan su nombre exactamente donde estuvo localizado dicho fundo. Durante la década de 1890, comienza a involucrar a sus hijos en la empresa, poniendo a los mayores en labores administrativas. A fines de la misma década envía además a sus dos hijos menores a Heidelberg, Alemania para realizar estudios de cervecería y adquirir en el Viejo Continente nuevos conocimientos en la materia. En diciembre de 1905 y aquejado de una peritonitis supurada, Andrés Ebner finalmente fallece. La empresa pasa a manos de su hijo Maximiliano Ebner Bielefeld, quien siguiendo una línea distinta a la impuesta por su padre decide expandir el negocio vendiendo parte de la empresa Ebner a la Sociedad Gubler-Cousiño, en ese entonces dueña de la hoy aún existente Compañía de Cervecerías Unidas (CCU). Maximiliano había recién asumido su mayorazgo tras la repentina muerte de su hermano Alejandro dos años antes de la partida de su padre, aquejado de fiebre tifoidea. El fundo la Palmilla y conservera, en tanto, pasó a manos de su viuda, Carolina Bielefeld, quién a su vez la dejó en manos de su hijo Andrés Ebner Bielefeld. Debido a malos consejos y una débil administración, la empresa Ebner posteriormente se disuelve, vendiendo el resto de sus acciones a CCU en 1916. La planta Ebner continuó en funcionamiento, sin embargo, hasta su cierre en 1978. Siempre bajo CCU y durante 1916 y 1933 la planta continuó bajo la administración de Arturo Ebner Bielefeld, uno de los dos hijos menores quien Andrés previamente había enviado a estudiar a Alemania. Finalmente en 1984 y gracias al Decreto Supremo 646 del Estado de Chile, la planta Ebner pasa a ser considerada monumento histórico.

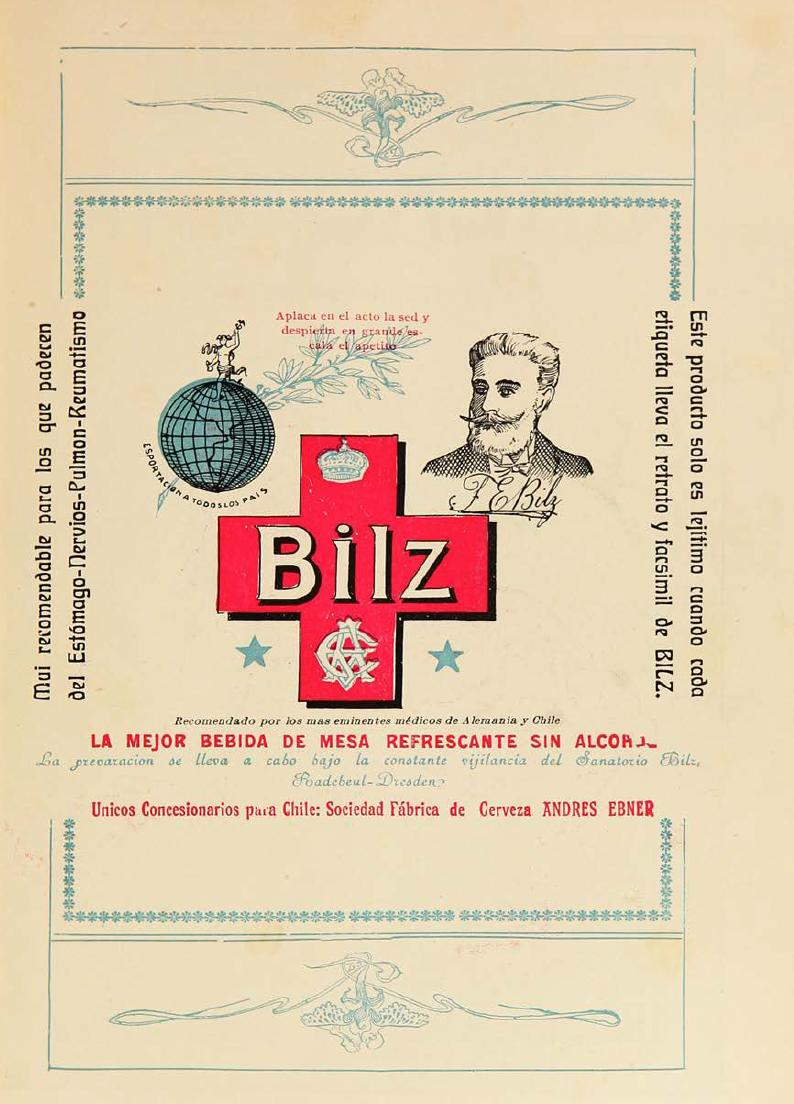
Aviso de la Bebida "Bilz", producida por Cervecería Ebner (1908).

Debido a la alta calidad de sus productos, la empresa de Andrés Ebner adquirió connotación y fama en los más importantes círculos cerveceros. En la exposición de 1884, la pilsener Ebner fue la única premiada, y en 1888 los productos Ebner recibieron medalla de oro. Más tarde en 1902, introdujo la gaseosa Bilz en el mercado chileno, producto originalmente creado por el naturópata alemán, Federico Eduardo Bilz y que hoy aún la CCU vende bajo el mismo nombre. Para fines de 1905, la empresa Ebner procesaba anualmente 25 mil fánegas de cebada y producía en igual período una no desestimable cantidad de 1,500,000 litros de cerveza sencilla y otros 2,500,000 litros de cerveza de mayor calidad, contando para lo cual con más de 350 operarios, entre hombres y mujeres y con un personal directivo mayoritariamente extranjero. Poseía además cerca de 50 máquinas distribuidas en 15 secciones, que incluía dos dínamos generadores de corriente continua, de 135 y 140 kW, respectivamente ambos movidos por una máquina a vapor de 450 HP para abastecer de electricidad a las distintas secciones y el alumbrado de la planta, 3 calderas multitubulares de 240 HP cada una, un aparato purificador y otro calentador del agua que alimentaba las calderas a través de 2 bombas "duplex". La empresa además contaba con la primera planta del país productora de hielo, con 4 compresores sistema "Linden", con capacidad total de 570,000 frigorías-hora, un generador de hielo con capacidad de 50.000 kg de hielo-día, un refrigerante de agua salada a 15 °C, para enfriar las bodegas subterráneas y el proceso de elaboración previo a la cocción, un refrigerante de agua dulce capaz de refrescar 200 tinas en fermentación, cinco baterías dobles de bombas centrífugas para los distintos servicios de agua salada y de agua dulce y 2 condensadores de amoníaco con normalizador de temperatura con un poder total de 600,000 frigorías-hora. Finalmente, para la distribución de sus productos la planta contaba además con 50 carretones y más de 350 caballos.

## Vida personal

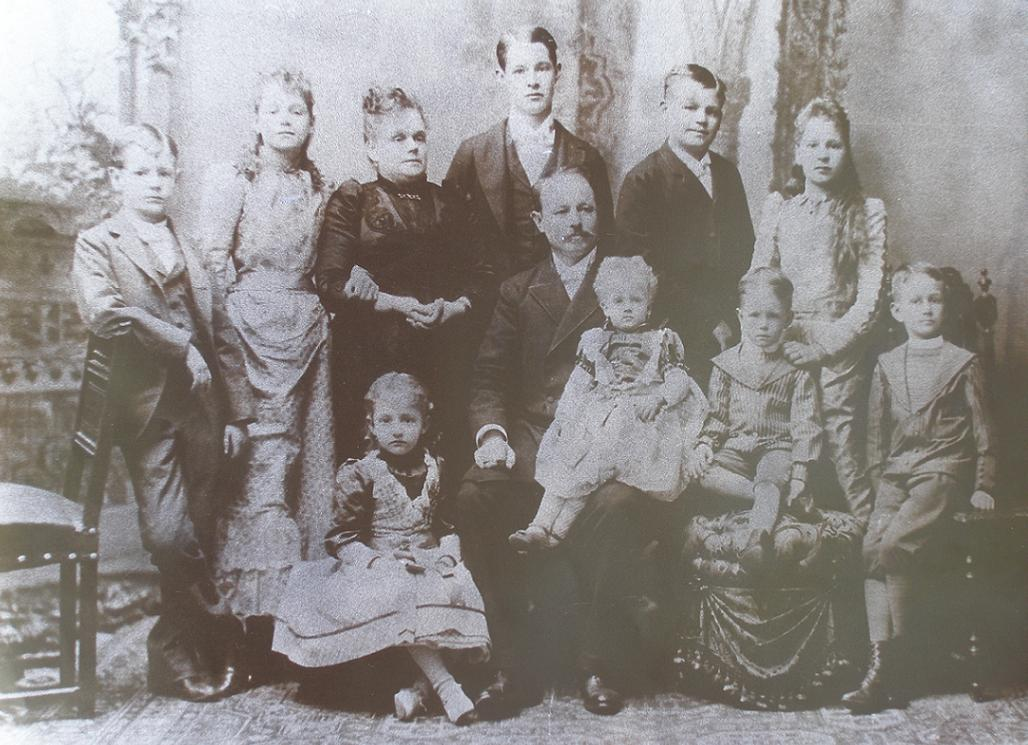
Andrés Ebner y Familia.

Andrés destacó por su generosidad y filantropía, haciéndose por ello muy popular y querido. En 1887 socorrió a los pobres en el curso de la terrible epidemia de cólera que azotó a la capital. Además, dio gratuitamente, por espacio de algún tiempo, el agua cocida para la población de quince mil habitantes de la Cañadilla. En lo político, fue siempre fiel a sus ideas republicanas, y con una clara simpatía balmacedista, perteneciendo al Partido Liberal Democrático y teniendo como amistades a reconocidas autoridades y personalidades entre ellos a Victorino Rojas Magallanes, Policarpo Toro Hurtado y a Domingo Godoy Cruz. En cuanto a sus hermanos, sólo se sabe bien que sus únicos hermanos varones, es decir, Juan (1853-1913) y Antonio (1857-1925), se radicaron también en Chile, llegando a este país muy posiblemente durante los 1870s. Juan Ebner Anzenhofer se casó con doña Luisa Fiegelist Haberbosch, una valdiviana de padres alemanes, teniendo 3 hijos de este matrimonio. Aunque estuvo dedicado a ferrocarriles, se cree que participó, al menos en cuanto a capitales, en la empresa de su hermano Andrés. Antonio, por su parte, se casa también con una chilena, doña Genovefa Finzel Fontecilla, con quien tiene 5 hijos. Tras enviudar en 1918, contrae nuevamente matrimonio con Ema Blumemberg Bökelman, con quien no tuvo hijos. Se sabe además, que adquirió de su hermano la quinta de San Pablo y mantuvo por un tiempo su propia empresa de cervecería, dedicándose mayormente a la producción de cebada y que vendía principalmente a su hermano Andrés. Antonio al igual que Juan, también aportó con capitales a la empresa Andrés Ebner. De sus cuatro hermanas, se sabe que dos de ellas perecieron a edad muy temprana mientras que de las otras dos, Franziska y Veronika, solamente se sabe que la última desposó a Carlos Zitzelsberger en Múnich y que sus restos hoy descansan en el Mausoleo Ebner en el cementerio general de Chile. Finalmente, en cuanto a sus 12 hijos, sólo 9 alcanzaron edad adulta, quienes de mayor a menor fueron: Amelia, Alejandro, Maximiliano, Carolina, Andrés, Arturo, Elena, Augusto y Antonia, y de éstos, Amelia y Alejandro fallecieron antes que su padre. Hoy el apellido solo sobrevive en los descendientes de Augusto.